# Pharmacia
Pharmacia是一家位于瑞典的生物技术制药公司，1911年在斯德哥尔摩成立，1951年搬至乌普萨拉，1993年收购意大利Farmitalia公司，1995年与美国Upjohn公司合并，重组为Pharmacia & Upjohn。1998年，原Pharmacia公司的业务拆分为两部分，制药业务保留在Pharmacia & Upjohn内，色谱柱填料、蛋白纯化设备等科学仪器相关业务出售给英国制药公司Amersham plc。